# Internationale luchthaven Kertajati
De internationale luchthaven Kertajati (Indonesisch: Bandar Udara Internasional Kertajati), ook bekend als West Java International Airport (Bandara Internasional Jawa Barat, BIJB) is een vliegveld in Kertajati in de Indonesische provincie West-Java. De luchthaven ligt tussen de steden Bandung en Cirebon. Het werd in eerste instantie voorgesteld ter vervanging van Luchthaven Husein Sastranegara in Bandung, maar omdat de nieuwe luchthaven op vrij grote afstand van de stad ligt blijft ook dat oude vliegveld vooralsnog open.
De officiële opening van het vliegveld vond plaats op 24 mei 2018, toen de Indonesische president Joko Widodo er met het regeringstoestel landde. De eerste lijnvlucht begon op 8 juni van dat jaar, toen maatschappij Citilink startte met vluchten van en naar Surabaya.